# Seychelles Postal Services
Seychelles Postal Services est l’opérateur public du service postal des Seychelles, il est l’opérateur désigné pour remplir les obligations découlant de l'adhésion à la Convention de l'Union Postale Universelle.

## Réglementation
La Postal Sector Act remplace la Loi sur les postes de 1803 et prévoit, l’opérateur postal public dont les actions sont majoritairement détenues par le gouvernement, une licence des services de courrier, la création d'un régulateur postal et différentes infractions pouvant être engagées.

## Activités
Les services réservés à l'opérateur postal public sont définis par le Loi.
L'opérateur postal public devra construire la capacité requise pour formuler des stratégies dans de nouveaux produits et services :
- services publics
- forfaits de colis
- transferts d'argent
- télécopieur et photocopie